# Dilly Dally
Dilly Dally is een Canadese indie-rockband. De band bestaat uit zangeres-gitariste Katie Monks, gitariste Liz Ball, bassist Jimmy Tony en drummer Benjamin Reinhartz. Het debuutalbum Sore (2015) leverde de band nominaties op voor een Juno Award en de Polaris Music Prize.
Monks' broer David speelt in de noiserockband Tokyo Police Club.

## Geschiedenis
In 2009 werd Dilly Dally opgericht door schoolvriendinnen Katie Monks en Liz Ball. Gedurende de eerste jaren werd er regelmatig van bassist en drummer gewisseld. In 2013 kwam de band in contact met producenten Josh Korody en Leon Taheny. Dit leidde tot het in eigen beheer uitgeven van de single Next gold in 2014. Enkele maanden later volgde de tweede single Candy mountain. Rond diezelfde tijd voegden bassist Jimmy Tony en drummer Benjamin Reinhartz zich bij de band.
Door toenemende aandacht en positieve recensies in media als Pitchfork Media kreeg Dilly Dally een platencontract aangeboden bij Partisan. In 2015 verscheen het debuutalbum Sore op cd en lp. De eerder als single uitgebrachte track Next gold is op het album opgenomen. De tracks Desire en Purple rage zijn eveneens als single uitgebracht. In de herfst van 2015 startte een promotietournee door Noord-Amerika.
Tijdens de tournee maakte de band een moeilijke tijd door. In 2016 gaf Dilly Dally meer dan honderd optredens, wat leidde tot onderlinge wrevel. De onenigheid mondde bijna uit in het opheffen van de band. De leden slaagden erin deze periode door te komen en in september 2018 kwam het album Heaven uit.

## Discografie

### Albums
- Sore, 2015
- Heaven, 2018

### Singles
- Next gold, 2014
- Candy mountain, 2014
- Desire, 2015
- Purple rage, 2015